# Beriohansa hansali
Beriohansa hansali là một loài bướm đêm trong họ Noctuidae.